# A tökéletes koktél (Így jártam anyátokkal)
A tökéletes koktél az Így jártam anyátokkal című televízió-sorozat hatodik évadának huszonkettedik epizódja. Eredetileg 2011. május 2-án vetítették, míg Magyarországon 2011. október 10-én.
Ebben az epizódban Marshall és Barney összevesznek az Arcadian Szálló lerombolása miatt, Robin és Lily pedig a tökéletes italt keresik számukra, amivel kibékülhetnek. Ted és Zoey romantikus estét terveznek.

## Cselekmény
Jövőbeli Ted elmeséli, hogy amikor Marshall kilépett a GNB-től, hogy egy környezetvédő ügynökségnél dolgozzon, ajánlást kért Arthur Hobbs-tól, a volt főnökétől, aki nagyon lelkesen azt mondta, hogy jó ajánlást ír róla. Csakhogy mint kiderült, hazudott, és ezért nem alkalmazták. Marshall be akar olvasni neki, de nem jut el hozzá.
Ezután a bárban Barney meghívókat osztogatott mindenkinek az Arcadian Szálló lerombolására, amely egy új kezdet lehet Ted számára, hiszen a szálló helyén épül fel az általa tervezett új GNB székház. Lily aggódik Zoey miatt, akivel Ted még mindig jár, viszont a szálló lerombolását meg akarja akadályozni. Ted szerint megegyeztek abban, hogy erről a dologról nem beszélnek. Váratlanul megjelenik Marshall és Zoey: Zoey közli, hogy felkérte Marshallt az ügyvédjének az Arcadian megmentése érdekében, Marshall pedig elvállalta, csak azért, hogy így vághasson vissza volt munkaadójának. Barney ezt árulásnak értékeli, mert ő adott Marshallnak munkát, ráadásul ő maga felel a projektért is. Ők ketten hetekig tartó háborúskodásba kezdenek, melynek során folyamatosan borsot törnek a másik orra alá. Amikor a civakodásuk miatt már a bárból is kitiltják őket, Lily és Robin elhatározzák, hogy megoldják a problémát, mégpedig úgy, hogy leitatják őket. Megbeszélik egymás közt a különféle italok hatásait, hogy eldöntsék, melyik a legjobb.
Eközben Ted és Zoey egy romantikus hétvégére indulnak, csakhogy közben Tedből kibukik, hogy Zoey mániája a szállóval kapcsolatban tönkreteszi az álmait. Ted szerint az épület egy romhalmaz, míg Zoey szerint egy műemlék. Hogy megoldják a problémát, úgy döntenek, hogy a hétvégét a romos szállóban fogják tölteni. Ted azt mondja, ha egyetlen ott töltött éjszaka után is azt mondja Zoey, hogy a szálló gyönyörű, akkor ő is támogatni fogja őt. Noha attól kezdve, hogy megérkeznek, egyértelmű az épület állapota, Zoey szerint mégis csodaszép. Ted megkérdi tőle, mégis mi a valódi oka annak, hogy annyira meg akarja menteni a szállót, amire azt mondja, hogy gyerekkorában egy ideig itt laktak, és nem akarja elveszteni a szép emlékeket. Végül amikor a csótányegér és a kicsinyei is megjelennek, mindketten elmenekülnek.
Az este folyamán különféle italokkal kísérletezve próbálják Marshallt és Barneyt kibékíteni, ami egész jól halad, mígnem elvesztik a nyomukat. Keresni kezdik őket, és végül a bárban találnak rájuk, ahol Carl (aki feloldotta a tiltást) a legmegfelelőbb italt adta számukra: sört. Csakhogy másnap onnan folytatják, ahol abbahagyták: kiderül, hogy pezsgőt is ittak és ettől mindent elfelejtettek. A problémát az oldja meg (illetve csak tetézi), hogy megjelenik Ted és Zoey, és Ted közli, hogy Zoey mellé áll, és nem akarja, hogy lerombolják a szállót...
A záró jelenetben Robin és Lily visszaszerzik a MacLaren's Bárban a bokszukat azoktól a nőktől, akik befoglalták azt, miután kitiltották őket.

## Kontinuitás
- A tequila hatásáról már szó volt "A skorpió és a varangy" című részben, Ted ott azt mondta, hogy három tequila után Lily mindenről őszintén kezd el beszélni.
- Ted azt mondja, hogy a bourbon-től "bizarrul jól tud szájdobolni". "Az ing visszatér" című részben kedvelte meg az italt, amit korábban utált.
- A csótányegér korábban "A párkereső" című részben szerepelt.
- Lily biszexualitása ismét megmutatkozik, amikor Robin azt mondja, hogy csak Martinit ne igyanak, mert akkor Lily mindig rá akar mozdulni.
- Barney "A tej" című részben épp Marshall tanácsait kérte ki ugyanolyan ugratásokhoz, mint amit most vele csinál.
- Lily korábbi részekben is láthatóan ördögien tud beavatkozni mások életébe.
- Marshall megmondja egy lánynak, hogy ő lenne Barney 250. hódítása, mire Barney kijavítja, hogy a 283. lenne. A "Jó helyen, jó időben" című epizódban volt meg a 200., és a 83-as szám iránti vonzalma is több korábbi epizódban látható volt.
- Barney "Teddy Westside"-nak hívja Tedet, a "Kacsa vagy nyúl" című részből ismert becenevén.

## Jövőbeli visszautalások
- Robin szerint Barney képes magát "Richard Dawson-ra inni". A "Szünet ki" című részben Jövőbeli Ted fel is sorolja ezt a részegségi szintet. Ugyancsak ebben az epizódban látható, hogy őszintére issza magát, ami a mostani epizód szerint vörösbor hatására is megtörténik.

## Érdekességek
- A "Richard Dawson"-ra ivás azt jelenti, hogy Barney szájon csókolja a nőket. A amerikai tévés műsorvezető, Richard Dawson is híres volt arról, hogy a "Family Feud" című vetélkedőjében szájon csókolta az őt üdvözlő nőket.
- Lily Martinis visszaemlékezésekor úgy vannak öltözve, mint a "Mad Men – Reklámőrültek" című sorozat szereplői.
- Az este során az alábbi italokat issza Marshall és Barney:
  - Gin (vitát robbant ki köztük)
  - Whisky (kimondatja őszintén az érzéseiket)
  - Koktél (feldobja őket az őszinteség okozta búskomorságból)
  - Tequila (tökrészegen fura dolgokat művelnek)
  - Sör (lenyugszanak és kibékülnek)
  - Pezsgő (elfelejtenek tőle mindent, amiről beszéltek)